# 270 Park Avenue
El JPMorgan Chase Tower era un gratacel situat a Midtown a l'illa de Manhattan, a Nova York. Es va construir de 1958 a 1960 per a la companyia química Union Carbide (avui una filial de Dow Chemicals). Concebut pel gabinet d'arquitectes Skidmore, Owings and Merrill, l'edifici feia 215 metres per 52 pisos i tenia una superfície d'oficines de 731.633 m².
Com el seu nom indica, l'edifici era la seu mundial del banc d'inversions JPMorgan Chase & Co. Construït en un estil arquitectònic internacional, el JP era essencialment fet d'acer i vidre. Va ser enderrocat de 2019 a 2021.

## L'edifici nou
JPMorgan ha encarregat als arquitectes Foster + Partner un edifici nou,  150 metres més alt i amb 93.000 m² d'oficis més, que haura d'alberger uns 15.000 empleats.
Segons les notes de premsa de l'empresa, el nou edifici hauria de ser més més sostenible, malgrat que el concepte no prevegi cap instal·lació d'autoconsum. JPMorgen pretén que només comprarà electricitat verd, però el crític especialitzat en arquitectura, Fred Bernstein, hi veu un mer rentat d'imatge verd. L'edifici nou haurà de carregar tota la llum que consumeix de la xarxa de Nova York i l'edifici no heurà cap efecte sobre les emissions de la producció d'electricitat de l'estat. Ni tampoc compta l'energia incorporada, ni en els residus de l'edifici enderrocat, ni tampoc en els nous materials de construcció, principalment l'etern formigó, acer i vidre, sense que s'hagi fet cap esforç per cercar almenys parcialment materials més sostenibles.